# PowWow (мессенджер)
PowWow — программа для мгновенного обмена сообщениями, один из первых мессенджеров для Windows; разрабатывалась и поддерживалась в 1994—2001 годы.
Первая версия выпущена в декабре 1994 года компанией Tribal Voice, основанной в то же время Джоном Макафи. Название отсылало к культуре коренных индейцев, которой Макафи вдохновился во время путешествий. 23 февраля 1995 года был открыт сайт проекта. К 1997 году в мессенджере было зарегистрировано 700 тыс. пользователей.
1 декабря 1999 года компания CMGI приобрела Tribal Voice, уже примерно через полгода после приобретения развитие мессенджера было фактически свёрнуто, в октябре 2000 года вышла последняя версия — 4.2.2. 19 января 2001 серверы мессенджера были отключены, в том же месяце офис компании-разработчика был закрыт.
PowWow позволял отправлял пользователям отправлять как текстовые, так и голосовые сообщения. Пользователи могли добавлять друг друга в друзья, а также создать групповые чаты с девятью активными участниками. При необходимости, можно было также отправлять другим людям какие-либо файлы.
Мессенджер распространялся бесплатно, однако была возможность также приобрести его за 15 долларов с поставкой на CD-ROM. Пользователям была предоставлена возможность получать рассылку новостей о разработке мессенджера.